# Екатерина Австрийская (1424—1493)
Екатерина Австрийская (1424 — 11 сентября 1493) — герцогиня Австрии из дома Габсбургов, посредством брака — маркграфиня Бадена.

## Биография
Екатерина была дочерью герцога Эрнста Железного, от его брака с Кимбургой Мазовецкой, дочерью князя Земовита Мазовецкого. Старший брат Екатерины Фридрих III был коронован императором Священной Римской империи в 1452 году. Она выросла в Винер-Нойштадт, вместе со своими братьями Фридрихом III и Альбрехтом VI.
15 июля 1447 года вышла замуж за Карла I маркграфа Баденского в Пфорцхайме. Принеся ему приданое в 30 тысяч дукатов. Она выразила желание соединить австрийский и баденский гербы, на своем личном гербе, тем самым подчеркнув свой высокий ранг. После женитьбы, Карл I был назначен губернатором в Тироле герцогом Передней Австрии Сигизмундом. Там, он познакомился с советником Сигизмунда Мэтью Гуммелем.
Екатерина пережила своего мужа, с которым прожила в браке в течение 28 лет. Она стала прародительницей Баденского дома. Её сын Кристоф I оставил ей замок Гогенбаден, как резиденцию вдовствующей маркграфини и построил Новый замок в Баден-Бадене для себя.
Екатерина умерла в 1493 году и была похоронена в Баден-Бадене.

## Семья
От брака с Карлом I, Екатерина родила шестерых детей:
- Екатерина (15 января 1449 — 8 мая 1484), вышла замуж 19 мая 1464 за графа Георга III фон Верденберг-Зарганс
- Кимбурга (15 мая 1450 — 5 июля 1501), вышла замуж 19 декабря 1468 за графа Энгельберта II Нассау
- Маргарета (1452—1495), игумения в Лихтентале
- Кристоф I (13 ноября 1453 — 19 апреля 1527), маркграф Бадена
- Альбрехт (1456—1488), маркграф Баден-Хахберг
- Фридрих (9 июля 1458 — 24 сентября 1517), епископ Утрехта